# Agrément de Boulogne

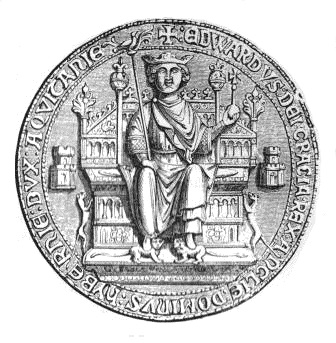
Le sceau d'Édouard II.

L'agrément de Boulogne est un document signé par un groupe de barons anglais en janvier 1308, qui concerne le gouvernement du roi Édouard II. Après le décès du roi Édouard Ier en 1307, le mécontentement ne tarde pas à gronder envers le nouveau souverain. Les tensions sont en partie dues aux problèmes inachevés hérités du règne précédent, mais sont aussi causées par le comportement d'Édouard II. L'abandon des campagnes en Écosse et le patronage royal envers l'impopulaire Pierre Gaveston déclenchent la fureur des barons d'Angleterre. Préparé à Boulogne-sur-Mer au cours des noces du roi par plusieurs seigneurs, le document certifie vaguement leur devoir de protéger les droits de la couronne d'Angleterre. Trois mois plus tard, cet agrément est suvi d'un autre document, qui justifie cette fois l'opposition baronniale au roi Édouard II. Ce second document, passé à la postérité sous le nom de Déclaration de 1308, est remarquable par son emploi du terme « doctrine des capacités », qui certifie la distinction entre la personne du roi et l'institution de la couronne.
Le document existe de nos jours seulement dans une transcription réalisée par l'antiquaire du XVIIe siècle William Dugdale. L'agrément de Boulogne est demeuré inconnu jusqu'aux années 1960, mais il est désormais considéré comme significatif car il s'agit de la toute première expression documentée du conflit entre Édouard II et sa noblesse, qui persistera pendant l'essentiel de son règne. Bien que les historiens s'accordent pour reconnaître l'importance du document, des débats agitent encore son interprétation, en particulier si ses signataires étaient alors considérés comme opposés ou loyaux au roi.

## Contexte
Édouard II monte sur le trône d'Angleterre le 7 juillet 1307, à la mort de son père Édouard Ier. Les attentes de la noblesse du royaume envers le nouveau monarque sont importantes mais Édouard bénéficie initialement d'une très grande popularité aux yeux des principaux magnats anglais. Pourtant, certains sujets de tensions hérités du règne de son père commencent à ressurgir. En effet, les guerres incessantes d'Édouard Ier ont considérablement affaibli les finances du pays et son autoritarisme grandissant l'a conduit à entrer en conflit avec les plus éminents seigneurs ecclésiastiques et laïques anglais. Le duel entre le roi et ses vassaux a culminé en 1297 lors de la publication des Remontrances en 1297, une série de plaintes concernant le gouvernement royal. À la mort d'Édouard Ier en 1307, la plupart de ces complaintes ont été résolues. Il est alors néanmoins dans l'intérêt des principaux seigneurs d'Angleterre de s'assurer que le nouveau roi n'agira pas comme son père et n'ignorera pas les conseils de ses vassaux.
Cependant, les inquiétudes des barons se trouvent aggravées par des problèmes qui relèvent directement de la personne d'Édouard II. Peu de temps avant sa mort, Édouard Ier a fait exiler Pierre Gaveston, le favori – et selon certains, l'amant – de son fils. Le vieux monarque jugeait que Gaveston avait une trop grande influence sur le prince. Sur son lit de mort, le roi mourant aurait prié ses plus fidèles vassaux, notamment les comtes de Lincoln, de Warwick et de Pembroke ainsi que le baron de Clifford, de veiller à ce que son fils ne rappelle en aucun cas Gaveston d'exil. L'une des toutes premières décisions du nouveau roi est toutefois de rappeler en Angleterre son favori. Il lui donne rapidement le titre prestigieux de comte de Cornouailles – normalement réservé aux membres de la famille royale – causant ainsi du ressentiment envers son favori. De plus, Édouard II met fin aux guerres d'Écosse menées par son père. Cette erreur inconsidérée permet au roi d'Écosse Robert Bruce de reconquérir l'essentiel de son royaume, sans que les quelques bataillons anglais présents ne puissent lui résister.
Le 22 janvier 1308, Édouard II quitte l'Angleterre pour la France et nomme Gaveston régent de son royaume en son absence. En vertu du traité de Montreuil-sur-Mer signé en 1299, il a été convenu qu'Édouard épouserait Isabelle, la fille du roi de France Philippe IV le Bel. Édouard est accompagné en France de plusieurs barons anglais importants, tels Lincoln, Pembroke, Clifford mais aussi les comtes de Surrey et de Hereford. Le 25 janvier, Édouard II épouse Isabelle à Boulogne-sur-Mer et, le 31, il rend hommage à son beau-père Philippe IV pour le duché d'Aquitaine, que le roi d'Angleterre détient en fief du roi de France. Le même jour, les différents nobles anglais qui sont venus en France avec leur souverain se rassemblent pour signer un document passé à la postérité sous le nom d'agrément de Boulogne.

## Document et interprétation

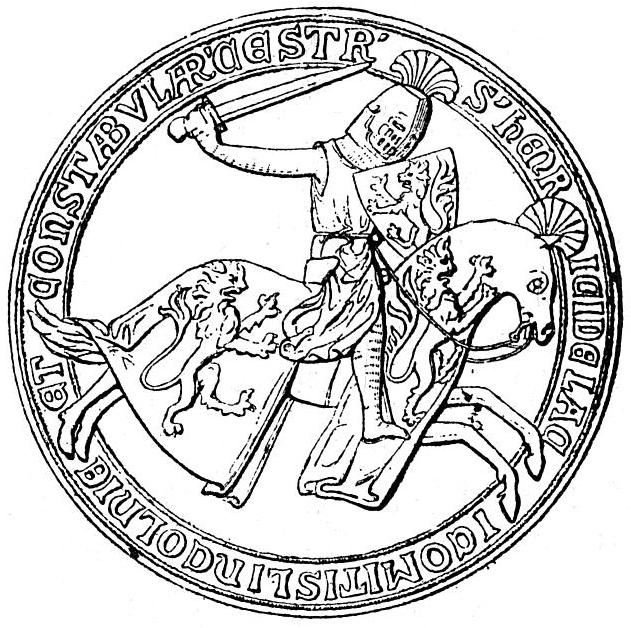
Sceau du comte de Lincoln, l'un des plus vieux et des plus respectés comtes anglais à l'avènement d'Édouard II.

Le document est signé à Boulogne et daté du 31 janvier 1308. À la tête des signataires se trouve Antony Bek, évêque de Durham et patriarche de Jérusalem. Il est suivi de quatre comtes (Lincoln, Pembroke, Surrey et Hereford) et de cinq barons (Clifford, Payn Tybetot, Henry de Gray, John de Botetourt et John de Berwick). Le document existe toujours aujourd'hui à la Bibliothèque Bodléienne d'Oxford, à la suite d'une retranscription faite par l'antiquaire William Dugdale au XVIIe siècle. La copie de Dugdale est censée être basée sur un document plus ancien, probablement perdu lors de l'incendie de la Bibliothèque Cotton en 1731.
Le texte du document est assez vague et non engageant. Les signataires se montrent soucieux de préserver l'honneur du roi et les droits de la couronne (garder son honeur et les dreits de sa Coronne, en vieux français). Une promesse est également faite de traiter et de corriger à la fois les choses qui ont été faites contre cet honneur et ces droits, ainsi que l'oppression passée et présente du peuple d'Angleterre (les choses que sont feites avant ces houres countre soen honour et le droit de sa Coronne, et les oppressiouns que ount estre feit et uncore se fount de jour en jour a soen people). Aucune cible n'est explicitement nommée par les barons, mais il est probable que Gaveston soit tenu pour responsable de cette atteinte à l'honneur du roi. Bek reçoit également l'autorisation d'excommunier ceux qui briseraient les termes de cet agrément.
En raison de l'usage assez vague du français dans ce document, un débat assez savant est apparu, principalement pour savoir comment il devrait être interprété. John Maddicott voit dans sa formulation un avertissement au nouveau roi afin qu'il évite de reproduire les erreurs de son père, ou qu'il fasse face aux conséquences de ses actes. J. R. S. Phillips, quant à lui, juge les signataires par leurs intentions comme politiquement enclins à soutenir Édouard II. D'autres barons sont toutefois plus intrinsèques dans leur opposition au roi et à Gaveston, principalement le comte de Warwick. Selon Phillips, le but de ce document était de présenter un avertissement au roi et ses signataires espéraient le protéger contre les membres les plus antagonistes de la noblesse anglaise.

## Conséquences et transmission
L'agrément de Boulogne a peu d'effets immédiats et est plutôt demeuré célèbre par son influence sur un document plus tardif présenté au Parlement d'avril de la même année. Entretemps, le 25 février, le roi est couronné. Avant la cérémonie, Édouard est contraint d'ajouter une clause supplémentaire dans son serment de couronnement. Le roi s'oblige à respecter la loi, mais le sens exact de cette promesse est ambigu. La clause additionnelle se réfère à des lois que le peuple aura choisies (aura eslu), ce qui ne permet pas de déterminer si elle inclut également des textes futurs. Au cours du couronnement et des festivités qui suivent, Gaveston se comporte avec une telle présomption et une telle arrogance que les principaux magnats s'en montrent insultés.
Le document datant d'avril 1308 lors du Parlement, connu de nos jours sous le nom de Déclaration de 1308, contient trois articles et est présenté par le comte de Lincoln. Le premier article invoque le soi-disant terme de « doctrine des capacités » : ceci signifie que les sujets du royaume doivent leur allégeance davantage à l'institution de la couronne qu'à la personne du roi. Si le roi vient à abuser de sa position, ses sujets sont tenus de corriger ses abus, confirmant ainsi l'engagement pris dans l'agrément de Boulogne de protéger les droits de la couronne. Le deuxième article est une attaque contre Gaveston – bien qu'il ne soit à nouveau pas nommé – par les pairs qui réclament implicitement qu'il soit renvoyé en exil. Le troisième article fait référence à la clause additionnelle lors du serment de couronnement et maintient que le roi s'est obligé à se conformer aux décisions prises dans le passé, le présent ou le futur par ses sujets. Le roi résiste initialement aux demandes pressantes de l'opposition mais les comtes reçoivent le soutien de Philippe IV, offensé par la préférence marquée d'Édouard II pour Gaveston au détriment de sa fille Isabelle. Le 18 mai 1308, Édouard consent à ce que son favori soit exilé. Gaveston part pour l'Irlande peu après la date butoir, fixée au 25 juin.
Dugdale a à la fois transcrit l'agrément de Boulogne et y fait référence en note de bas de page dans son ouvrage Baronage of England, paru en 1675. À part cette brève mention, aucune référence au document n'est faite pendant trois siècles. La note de Dugdale est toutefois mentionnée par certains historiens, mais ce n'est qu'en 1965 que le document lui-même est de nouveau utilisé comme source lorsque Noël Denholm-Young en cite quelques lignes dans History and Heraldry: 1254–1310. En 1972, J. R. S. Phillips imprime une transcription complète de l'agrément de Boulogne dans son livre Aymer de Valence, Earl of Pembroke 1307–1324.